# Trận Kurakhove

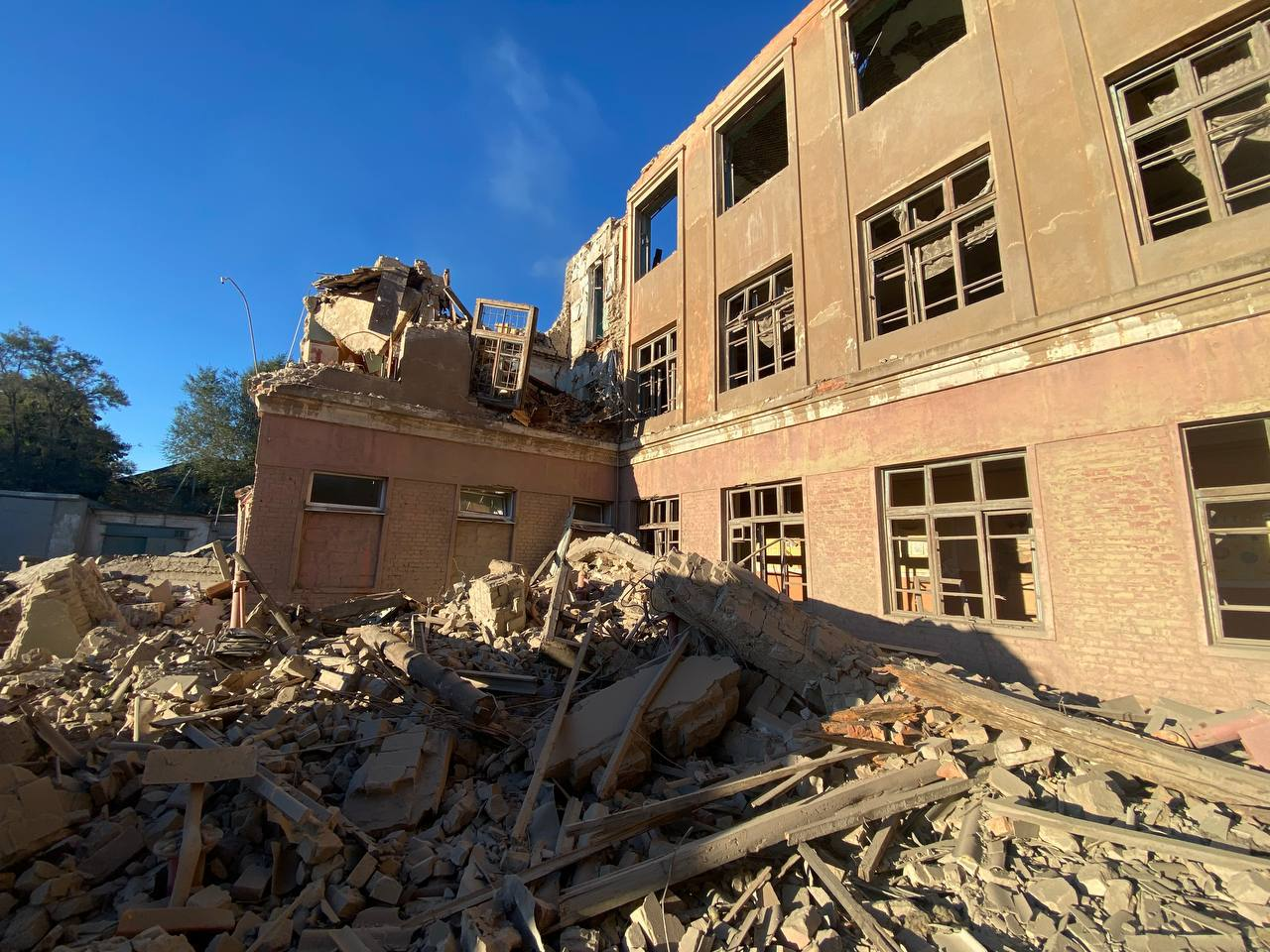
Một chung cư ở Kurakhove bị đánh bom trong giai đoạn đầu của Chiến dịch quân sự đặc biệt

Trận Kurakhove là một trận chiến đang diễn ra giữa Lực lượng vũ trang Nga với Lực lượng Vũ trang Ukraina để tranh giành quyền kiểm soát thành phố Kurakhove (Khu-ra-khô-vê). Trận chiến giành giật thành phố bắt đầu vào ngày 16 tháng 10 năm 2024 sau khi chiến dịch tấn công của lực lượng Nga phát động theo hướng Kurakhove đã thành công trong việc chiếm được khu định cư Ostrivske gần đó vào ngày 15 tháng 10 năm 2024, do đó, thời khắc khai cuộc trận chiến này được tính khi lực lượng Nga tiến vào ranh giới hành chính của thành phố từ hướng đông bắc trên bờ phía đông của hồ chứa Kurakhove. Trận chiến là một phần của Chiến dịch miền Đông Ukraina (cuộc tấn công của Nga tại Donbas và tỉnh Donetsk) với quy mô lớn hơn, nhằm mục đích công chiếm các thành phố kiên cố về kinh tế và phòng thủ ở phía nam tỉnh Donetsk, trong số đó có cả Kurakhove (nơi có mỏ than cốc) và Pokrovsk. 
Về binh lực của hai bên tham gia vào trận Kurakhove, trong khi quân số và sức mạnh của lực lượng Ukraina phòng thủ Kurakhove vẫn được bảo mật (lực lượng Ukraina trấn thủ ở đây là Lữ đoàn Cơ động Đường không Độc lập số 46/46-та окрема аеромобільна бригада) thì các thông tin khác nhau về sức mạnh của lực lượng Nga trong khu vực đã đưa ra các báo cáo rất khác nhau. Nhà quan sát quân sự Kostiantyn Mashovets cho biết vào tháng 11 năm 2024 rằng có tới 70.000 binh lính Nga đã tập trung theo hướng Kurakhove. Tuy nhiên, Nazar Voloshin, người phát ngôn của Nhóm lực lượng Khortytsia thì cho biết vào cuối tháng 12 năm 2024 rằng có từ 35.000–36.000 quân đã tập trung xung quanh Kurakhove trong những tháng trước đó. Quân đội Nga nói chung đang ở thế xua binh tiến chiếm với lực lượng đông đảo nhưng phía Ukraina đã địch lại quyết liệt và đang giằng co, gây ra tổn thất cho quân Nga. Đến ngày cuối năm 2024 (ngày 31 tháng 12 năm 2024), các thông tin cho rằng Lực lượng Nga có khả năng chiếm được thành phố. Theo nguồn tin phía Nga thì vào ngày 31 tháng 12 năm 2024, Lực lượng vũ trang Nga đã chiếm hoàn toàn thành phố và đã chiếm lấy khu công nghiệp. Các nguồn tin đã xác nhận chiến thắng của quân Nga khi chiếm được thành phố vào những thời khắc cuối tháng 12 năm 2024.

## Bối cảnh

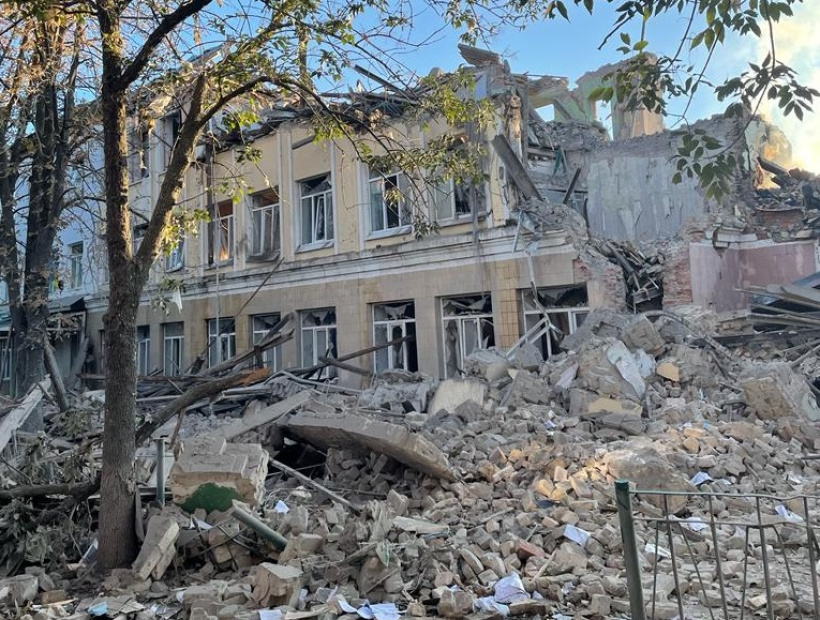
Một tòa nhà ở Kurakhove bị quân Nga ném bom

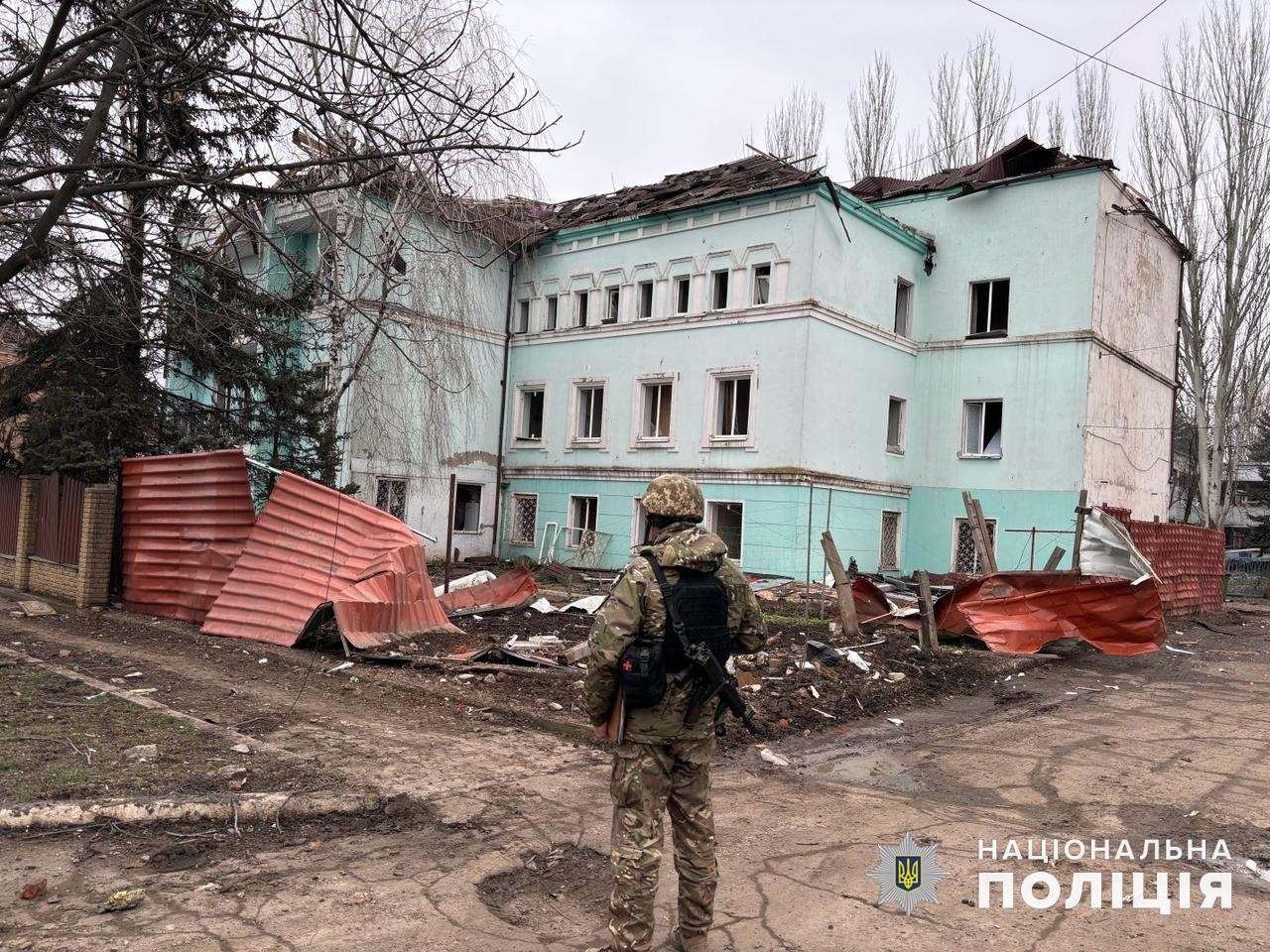
Quân đội Ukraina đang xem xét một tòa nhà đổ nát vì bị oanh tạc ở Kurakhove

Kurakhove (với diện tích 24 km2 và dân số 18.220 người) là một trung tâm kinh tế quan trọng trong khu vực, cứ điểm này được gia cố và nằm cạnh hồ chứa Kurakhove. Việc kiểm soát thành phố được coi là quan trọng về mặt kinh tế, vì các cơ sở hạ tầng năng lượng có quy mô, như nhà máy điện Kurakhove, các mỏ tài nguyên lớn như lithium và các doanh nghiệp khác nằm trong và xung quanh thành phố. Kurakhove cũng có ý nghĩa quân sự vì nó nằm trên một điểm nút thắt cổ chai và ranh giới phía đông của các tuyến phòng thủ của tỉnh Zaporizhia. Điều này có thể cho phép các lực lượng Nga vượt qua các tuyến phòng thủ này bằng cách chiếm giữ thành phố và cho phép quân Nga tấn công trực tiếp vào Pokrovsk từ phía bắc, một nỗ lực vốn đã bị cắt giảm ưu tiên để dồn toàn lực chiếm các thành phố khác của Ukraina ở phía nam. Thành phố này được mô tả là trung tâm vận tải và trung tâm hậu cần quan trọng cho lực lượng Ukraina ở phía nam Donbas. Tổng tư lệnh Oleksandr Syrskyi bên Ukraina đã báo cáo vào tháng 5 năm 2024 về sự chênh lệch lực lượng về mặt trang thiết bị và nhân lực, và áp lực dồn dập đối với các tuyến của Ukraina ở khu vực xung quanh Kurakhove. Ông đã phán đoán các khu vực Kurakhove và Pokrovsk của tiền tuyến là "hướng tấn công chính" của lực lượng Nga.
Vào cuối tháng 8 đến tháng 9 năm 2024, sau những đột phá hướng tới Pokrovsk (Pô-krốp) bất thành, lực lượng Nga tập hợp lại ở phía bắc, phía nam và phía đông Kurakhove, cố gắng bao vây quân đội Ukraina-hiện tại là đối tượng tấn công chính của lực lượng Nga theo hướng thành phố. Cuộc giao tranh chuyển sang các thành phố lân cận Ukrainsk (nằm cách Kurakhove khoảng 15km về phía bắc), Hirnyk và Selydove (Sê-li-đô-vê). Mối lo ngại về việc bao vây đang gia tăng, đặc biệt là ở xa hơn về phía nam, nơi các con đường trở nên không thể đi qua và các doanh nghiệp đã đóng cửa. Công tác hậu cần đã bị ảnh hưởng nghiêm trọng, với các tuyến đường tiếp tế bị chậm lại và việc sơ tán những người bị thương trở nên khó khăn hơn do đường đến Pokrovsk đã bị cắt đứt. Dân số thành phố đã sụt giảm xuống còn khoảng 5.000 người vào tháng 9 năm 2024. Theo binh lính tham chiến, cuộc chiến ở khu vực Kurakhove rất khó khăn do địa hình bằng phẳng trống trãi. Đến ngày 16 tháng 10 năm 2024, quân đội Nga đã chiếm đóng làng Ostrivske trên bờ phía đông của hồ chứa nước Kurakhove tạo thế đe dọa, bao vây, uy hiếp Kurakhove. Lực lượng Nga đã tiến vào ranh giới hành chính của Kurakhove trên bờ phía đông của hồ chứa Kurakhove, gần Ostrivke, vào ngày 16 tháng 10, sau khi bị bao vây trong quá trình chiếm giữ Ostrivske. Từ phía đông, lực lượng Nga sau đó đã hoạt động gần Kurakhove vào ngày 29 tháng 10 năm 2024.

## Chiến sự

### Bắt đầu

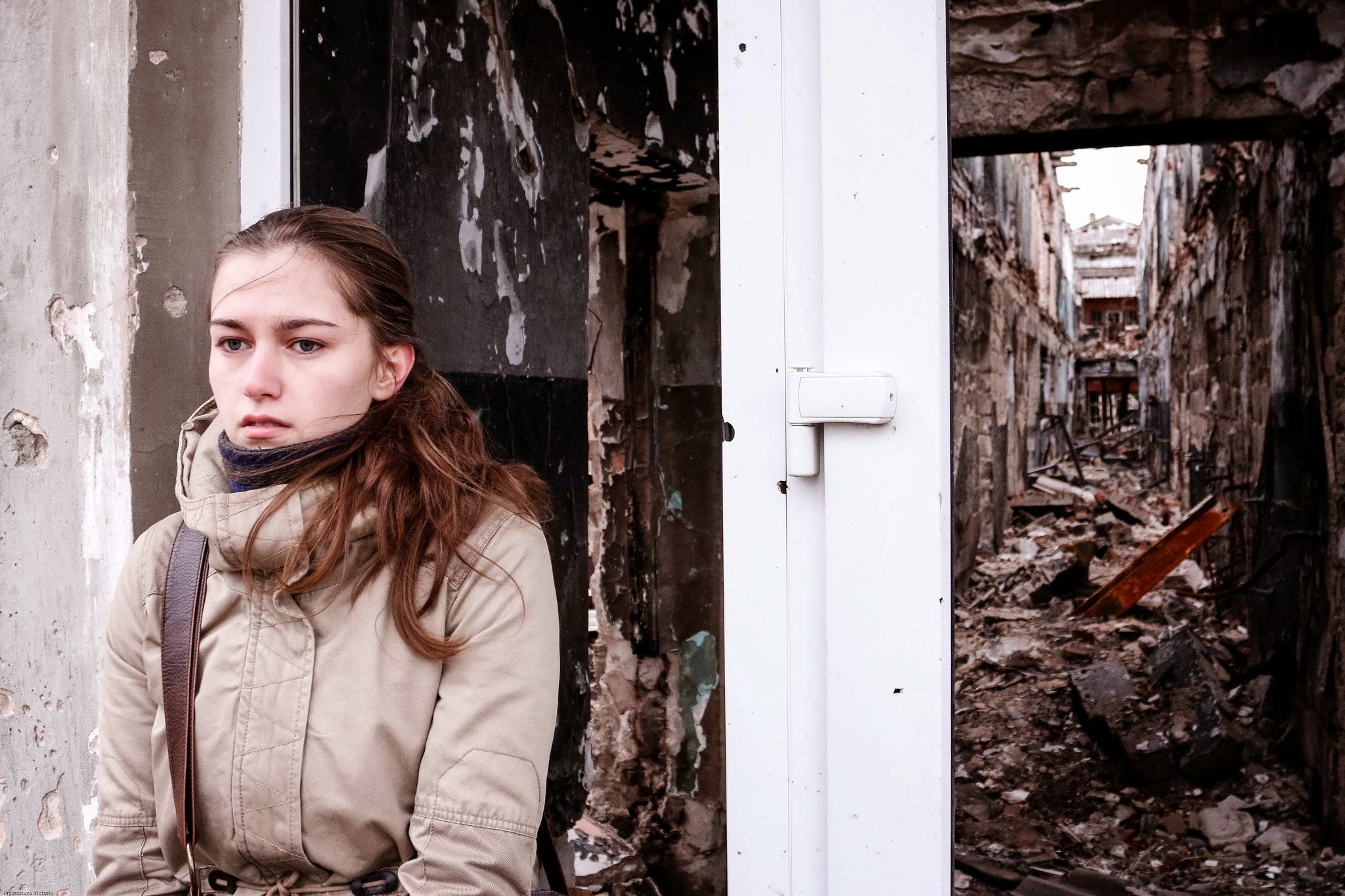
Tòa nhà bị hư hại ở Kurakhove

Trong tháng 10 năm 2024, Quân đội Nga đã phát động các cuộc tấn công vào thành phố Kurakhove từ ba hướng gồm từ thành phố Hirnyk ở phía bắc về phía hồ chứa nước Kurakhove, từ Krasnohorivka (Krát-nô-hô-ríp-ka) ở phía đông và từ Vuhledar ở phía nam. Ở hướng bắc, lực lượng Nga tiến quân nhanh hơn với việc chiếm được thành phố Hirnyk vào ngày 29 tháng 10 năm 2024. Sau cuộc chiếm đóng này, quân Nga đã tấn công thị trấn lân cận Kurakhivka ở phía nam và tiến về phía tây Hirnyk (Hi-ních), nơi quân đội Nga tiến vào làng Novoselydivka (Nô-vô Sê-li-đíp-ka). Bộ Quốc phòng Nga tuyên bố giành toàn quyền kiểm soát Kurakhivka (Khu-ra-khíp-ka) vào ngày 2 tháng 11 năm 2024. Cùng lúc đó, quân đội Nga ở xa hơn về phía nam bắt đầu một cuộc tấn công ba mũi nhọn từ Vuhledar về phía bắc, chiếm giữ các ngôi làng Bohoyavlenka (Bô-hô-ya-len-ka) và Novoukrainka (Nô-vô-Ukraika) vào ngày 30 tháng 10 năm 2024. Những bước tiến tiếp tục ở phía tây bắc với việc chiếm được Shakhtarske (Sác-ta-skê) và Yasna Polyana (Yát-sna Pô-li-a-na) vài ngày sau đó. Hãng tin Bloomberg đưa tin rằng, với những bước tiến xung quanh Kurakhove cùng với cuộc tấn công bao vây và chiếm Selydove (từ ngày 21 tháng 9 năm 2024 đến ngày 30 tháng 10 năm 2024) thì vào tuần tháng 11 năm 2024, Nga đã có thể chiếm được phần đất rộng nhất của Ukraine trong năm 2024 cho đến nay. 

### Tháng 11/2024

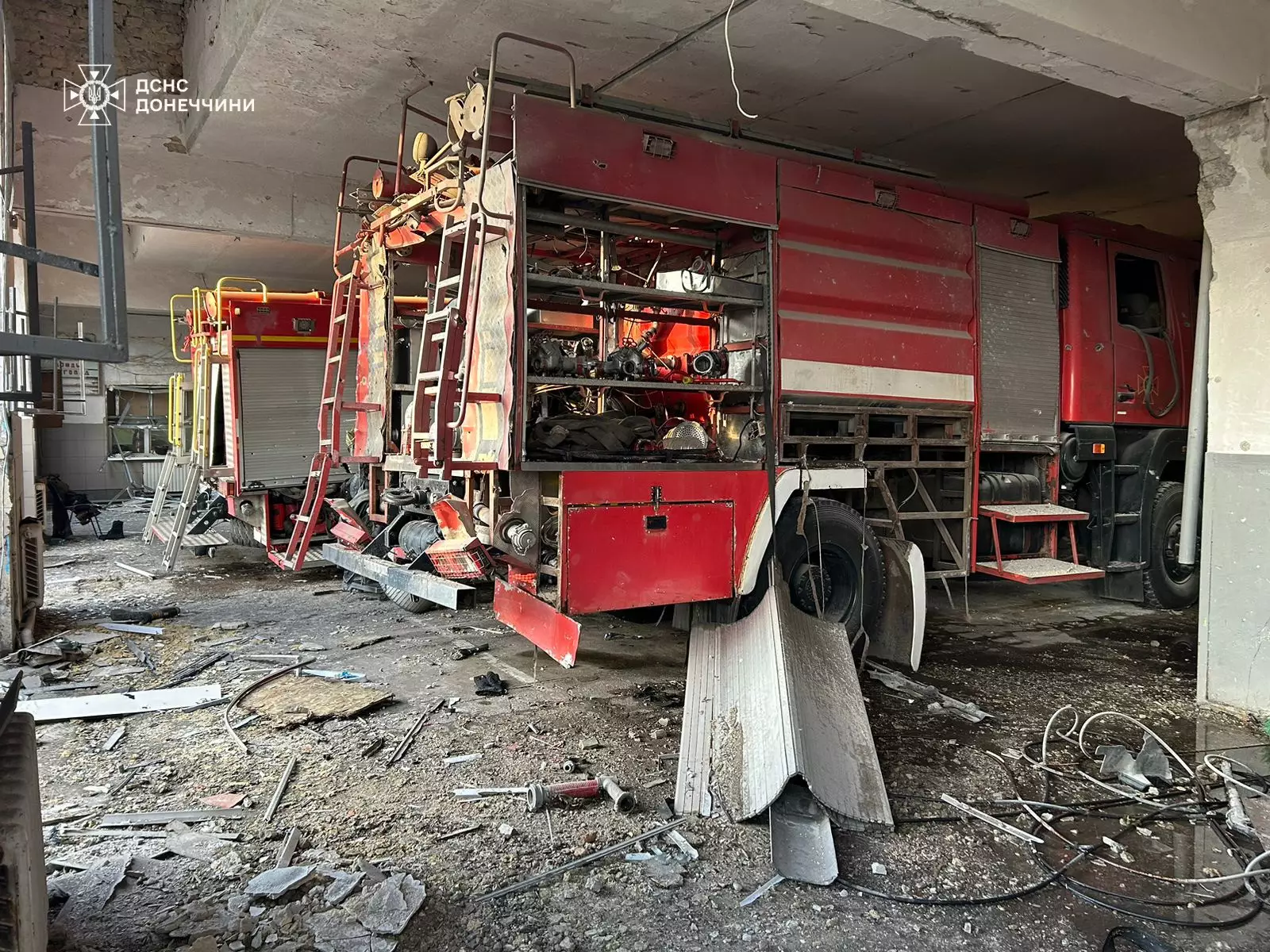
Một trụ sở chữa cháy ở Kurakhove bị hư hại sau đòn tấn công không kích của Nga

Vào đầu tháng 11 năm 2024, ước tính có khoảng 700–1.000 người vẫn kẹt lại Kurakhove và phải ráng sống mà không có các tiện ích cơ bản, trong khi quân đội Nga chỉ cách trung tâm thành phố chưa đầy 3km. Nhiều cơ sở quan trọng đã bị phá hủy do những đợt pháo kích dữ dội, chỉ còn một cửa hàng thực phẩm hoạt động. Các nỗ lực bao vây thành phố của Nga vẫn tiếp tục, và theo cảnh sát trưởng thành phố thì thành công của việc chiến đấu sẽ khiến Kurakhove gần như không thể phòng thủ được. Vào ngày 11 tháng 11 năm 2024, con đập hồ chứa Kurakhov (Курахівське водосховище) ở gần làng Stari Terny (Старі Терни) đã bị phá hủy, khiến nước chảy vào sông Vovcha và dâng cao gây ra mối đe dọa lũ lụt cho cư dân quanh các làng ven sông. Theo DeepStateMap.Live thì nỗ lực của Nga nhằm tiếp cận các tuyến đường hậu cần gần Kurakhove và bao vây thành phố đang diễn ra quyết liệt và rồi tất cả "chỉ còn là vấn đề thời gian" trước khi thành phố bị quân Nga chiếm lấy. Vào ngày 14 tháng 11 năm 2024, nhà quan sát quân sự Ukraina là Kostyantyn Mashovets tuyên bố rằng Nga đã tập trung 70.000 quân chống lại Kurakhove, bao gồm các đơn vị từ Tập đoàn quân vũ trang hợp thành Cận vệ số 41 và Tập đoàn quân vũ trang hợp thành Cận vệ số 51. Đến ngày 25 tháng 11 năm 2024, quân đội Nga đã tiến đến con phố Pobiedy ở trung tâm Kurakhove, đồng thời tiến gần đến phía đông nam của Kurakhover. Vào ngày 29 tháng 11 năm 2024, Tổng tư lệnh quân đội Ukraine Oleksandr Syrskyi tuyên bố rằng các lực lượng quân đội ở các khu vực Pokrovsk và Kurakhove sẽ nhận được thêm lực lượng dự bị, đạn dược, vũ khí, thiết bị quân sự và gọi đó là khu vực chiến đấu ác liệt nhất ở mặt trận. Vài ngày sau, Zelensky khẳng định điều này, tuyên bố rằng hướng Donetsk cần được tăng cường đáng kể và ông kêu gọi các đối tác phương Tây thực hiện đúng hạn các cam kết cung cấp vũ khí. 

### Tháng 12/2024
Đến ngày 7 tháng 12 năm 2024, quân đội Nga đã kiểm soát toàn bộ bờ bắc của Hồ chứa nước Kurakhove, bao gồm cả khu vực xung quanh Stari Terny. Việc họ tiến về phía nam qua đập gây ra mối đe dọa nghiêm trọng đối với tuyến đường tiếp tế cuối cùng còn lại cho quân đội Ukraina ở Kurakhove. Khoảng cách giữa các vị trí tiền phương của Nga ở phía bắc và phía nam Kurakhove đã thu hẹp xuống còn chưa đầy 10 km, tiếp tục thu hẹp khoảng cách cần thiết để khép chặt vòng vây xung quanh thị trấn. Giao tranh dữ dội vẫn tiếp diễn ở trung tâm thành phố. Quân đội Nga có khả năng cũng đã chiếm được làng Sukhi Yaly dọc theo sông Sukhi Yaly, đóng vai trò là tuyến phòng thủ của quân đội Ukraina trong vùng tâm điểm của khu vực đông nam Kurakhove. Trong vùng khói lửa, khu định cư Illinka đã bị quân Nga chiếm đóng, và các trận chiến đang diễn ra ở ngoại ô Romanivka và địa điểm Uspenivka (Успенівка/Курахівська міська громада). 
Vào ngày 12 tháng 12 năm 2024, tình hình tại "túi Uspenivka" là khu vực bị bao vây ở phía đông nam Kurakhove, trở nên tồi tệ hơn. Các ngôi làng Yelyzavetivka, Romanivka, Veselyi Hai và Hannivka nằm trong một miệng túi là nơi tuyến tiếp tế duy nhất đang bị bao vây dữ dội, chỉ được bảo vệ bởi các nhóm quân Ukraina tại các khu định cư được kiểm soát một phần là Trudove và Uspenivka. Các lực lượng Nga đã cố gắng đột phá từ mọi hướng, tập trung vào Uspenivka, nơi có nguy cơ bị bao vây hoàn toàn. Cùng ngày 12 tháng 12 năm 2024, cảnh quay được công bố xác nhận những bước tiến xa hơn của Nga ở phía tây nam Kurakhove và chỉ ra rằng những bước tiến dọc theo xa lộ N-15 đã được thực hiện trước khi tiến vào phần phía nam của thành phố.
Trang DeepStateMap.Live đã trích dẫn sự thiếu hành động và hành động không rõ ràng của Nhóm tác chiến chiến thuật Donetsk, thiếu sự phối hợp phù hợp, cũng như lợi thế đáng kể về nhân lực ở phía Nga, là những lý do cho tình hình này. Theo nhà phân tích quốc phòng Ian Matveev thì các tuyến đường thoát hiểm trong cái túi này đã bị cắt đứt và đang diễn ra giao tranh. Theo ông, các chỉ huy Ukraina vẫn duy trì lực lượng của họ ở đó mặc dù có nguy cơ cao, vì mục tiêu của họ là ngăn chặn bước tiến của Nga càng lâu càng tốt. Matveev đặt câu hỏi về việc có nên mạo hiểm một cuộc bao vây tiềm tàng khác tại Kurakhove hay không, vì binh lính Ukraine ở đó cũng "chỉ cách một bước chân nữa là bị bao vây", mặc dù họ đã giữ được khu công nghiệp và ranh giới phía tây của thành phố. Vào ngày 13 tháng 12 năm 2024, cái túi xung quanh Uspenivka đã sụp đổ và lực lượng Ukraine mất quyền kiểm soát Uspenivka và các khu định cư ở phía đông. Các blogger quân sự Nga cho biết một số binh lính Ukraina đã bị bao vây trong quá trình này. 
Theo Viện Nghiên cứu Chiến tranh (ISW), việc thắt miệng túi này đã giúp lực lượng Nga có khả năng bắt đầu các cuộc tấn công hướng tới Dachne (Дачне), phía tây Kurakhove và Zelenivka (Зеленівка) gần Uspenivka. Vào ngày 14 tháng 12 năm 2024, quân đội Nga đã tiến xa hơn vào bên trong Kurakhove, khi lực lượng của họ đã đến được tòa nhà hành chính ở phía tây thành phố và treo cờ Nga trên tòa thị chính. Đến ngày 21 tháng 12 năm 2024, quân đội Nga đã kiểm soát toàn bộ khu vực đô thị của thành phố, ngoại trừ khu công nghiệp xung quanh Nhà máy điện Kurakhove. Những nỗ lực của Nga nhằm bao vây thành phố và các khu vực xung quanh bằng cách cắt đứt con đường chính dẫn ra phía tây vẫn tiếp diễn. ISW đánh giá vào ngày 26 tháng 12 năm 2024, dựa trên các cảnh quay gần đây từ khu vực này, rằng lực lượng Nga đã kiểm soát hoàn toàn ranh giới hành chính của Kurakhove và các cánh đồng ở phía nam thành phố vào ngày 25 tháng 12 năm 2024. Nhà máy điện Kurakhove vẫn nằm dưới sự kiểm soát của Ukraina. Nhóm tác chiến-chiến lược Khortytsia của Ukraina thừa nhận đã mất các vị trí không xác định theo hướng Kurakhove. Sau đó, quân đội Nga bắt đầu tiến vào khu công nghiệp gần Kurakhove và tiến đến vùng ngoại ô phía đông của nhà máy điện vào khoảng ngày 28 tháng 12 năm 2024. Quân Nga cũng tràn ngập vào Nhà máy điện Kurakhove trong những ngày đầu tháng 1 năm 2025. Một quan sát viên quân sự Ukraina tuyên bố vào ngày 3 tháng 1 năm 2025 rằng Nhà máy điện Kurakhove đã nằm dưới sự kiểm soát của Nga sau khi Ukraine rút khỏi khu vực.

## Chú thích

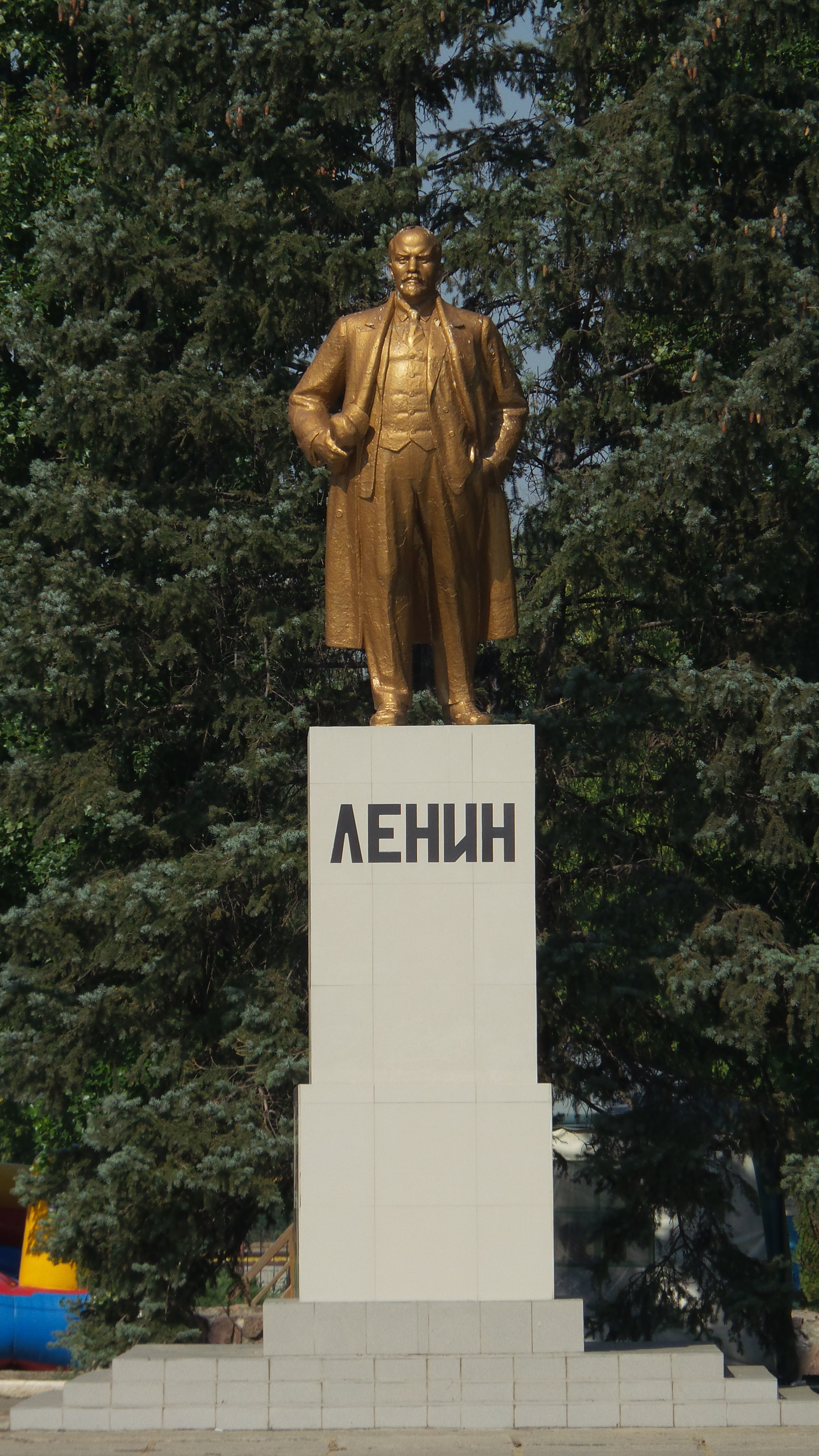
Tượng Lê-nin ở Kurakhove vào năm 2014, nay đã bị Ukraina giật sập và dọn sạch

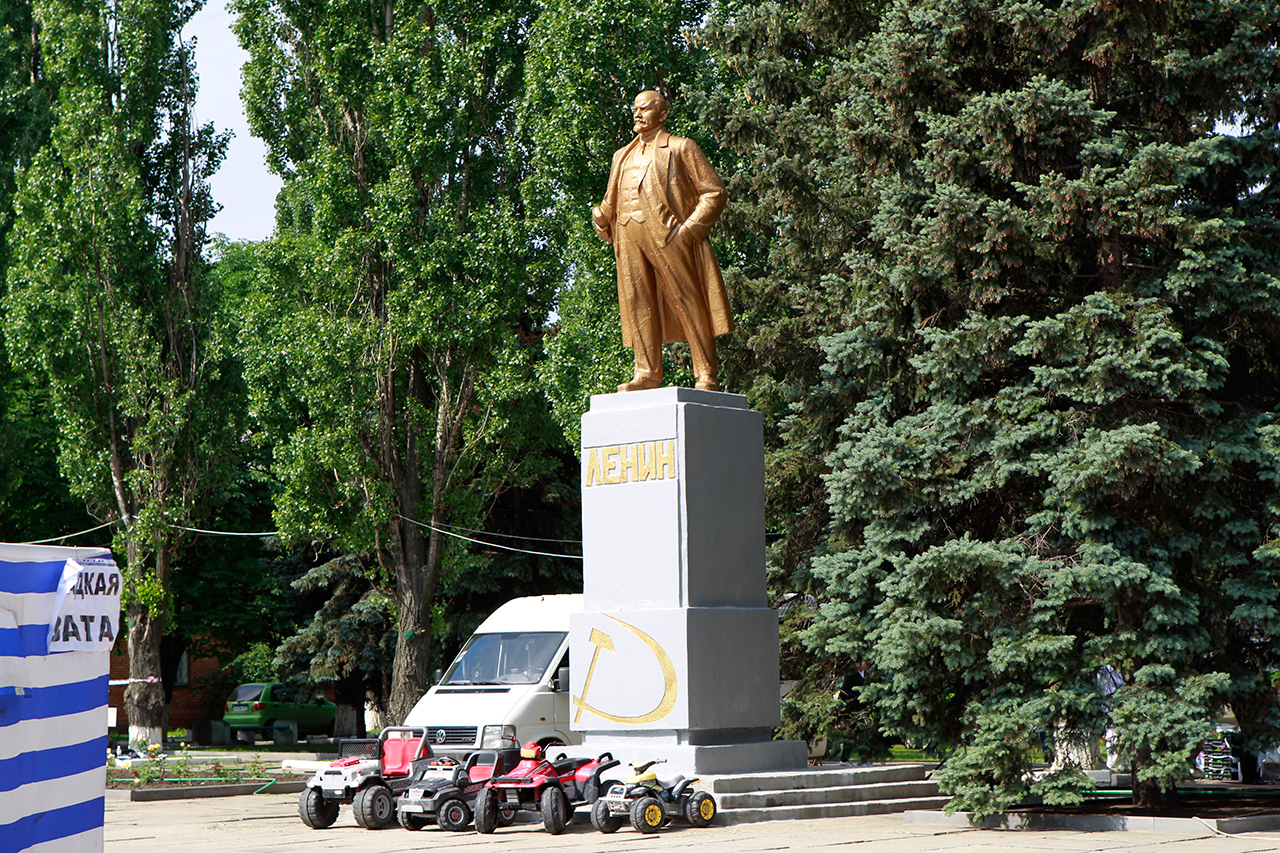
Tượng Lê-nin ở Kurakhove trước đây

Huy hiệu Kurakhove